# シクロプロパトリエン
シクロプロパトリエン(Cyclopropatriene)は、仮説上の化合物で、かつて分光学的に観測された三炭素の候補物質として提案された。環状のクムレンである